# Estación de Aiboa
Aiboa es una estación del Metro de Bilbao en superficie, situada en el barrio de Aiboa, término municipal de Guecho y fue inaugurada el 11 de noviembre de 1995. Su tarifa corresponde a la zona 2. 
La estación cuenta con accesos por rampa y ascensor inclinado.

## Atentado
En la madrugada del 27 de noviembre de 2009 se atentó contra esta estación, en la que se colocó un artefacto incendiario que causó daños materiales en las máquinas expendedoras y en las canceladoras.

## Galería de fotos

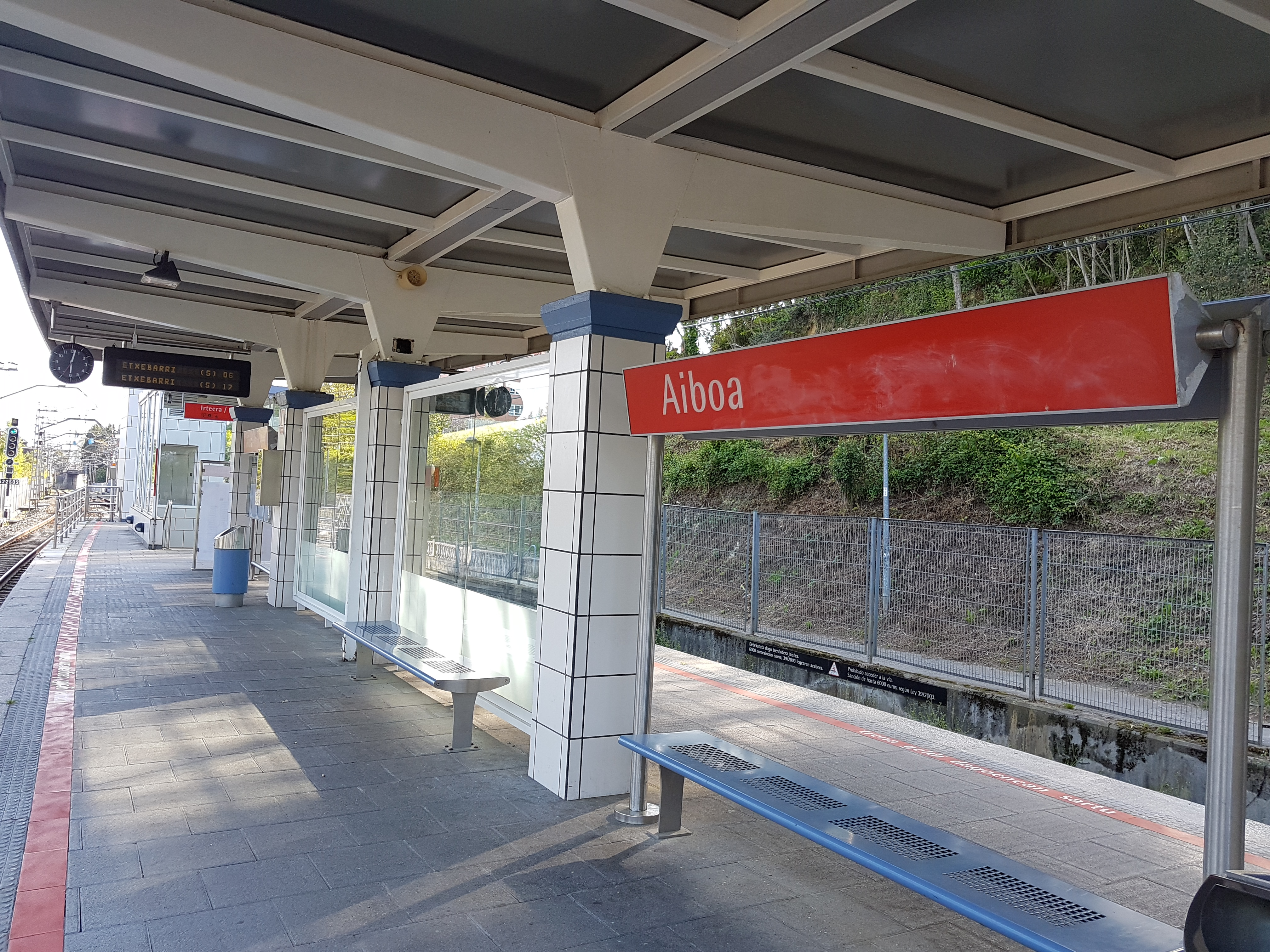
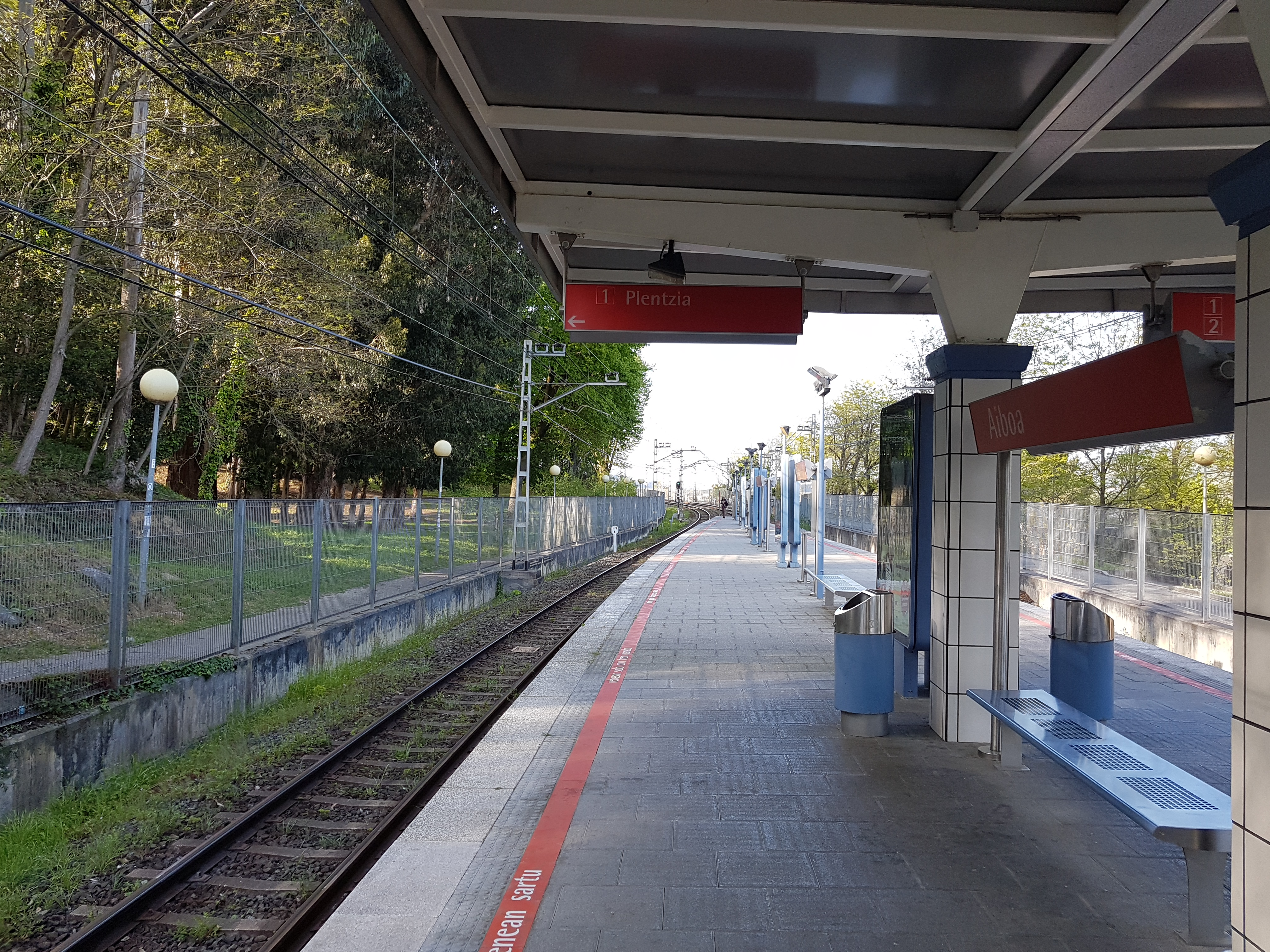

## Accesos
- C/ Txakursolo, 19
- C/ Txakursolo, 17
- Interior de la estación